# Фелиција Донцеану
Фелиција Донцеану (рум. Felicia Donceanu; Бакау, 28. јануар 1931 — Драгоешти, 21. јануар 2022) била је румунска композиторка и вајарка.

## Биографија
Фелиција Донцеану је рођена 28. јануара 1931. године у румунском граду Бакау. Она је првобитно планирала да постане режисерка, међутим више почиње да је интересује музика, решивши да упише студије на музичком конзерваторијуму „Цитријан Порумбеску“ у Букурешту (данас Национални универзитет музике) са Михаилом Жором. Након завршетка студија 1956. године, радила је као уредник за ESPLA до 1958. године, а затим за Editura Muzicala до 1966. године. Након изласка њене уређивачке позиције, она је све време радила као композиторка, производећи композиције које су представљене међународној публици. Била је удата за песника Александра Воитина.

## Радови
Фелиција Донцеану компонује за позоришне представе и инструменталне ансамбле, али је углавном фокусирана на камерна дела. Њена музика је стварана под утицајем румунске народне музике понекад омеђене традиционалним народним инструментима. Неки од њених радова укључују:
- Arie de Concert (1973) за баритон или оркестар
- Măiastra (1973) за сопран, хор и гудачки оркестар
- Picolicomando (1984) за сопран, дечји хор, оргуље, виолину и удараљке
- Yolanda (1993) за сопран и оркестар
- Rugăciunea Domnească (1992) за глас, гудачки оркестар и удараљке
- Rugăciunea Domnească (1998) за мушки хор, гудачки оркестар и удараљке
- Invocatio (1999) са Библијским текстом и фрагментим стиховима Овидије, написано за сопран, клавир, виолину и камерни оркестар
- Clopote la soroc (1999) кантата за SATB хор и оркестар
- Retro-Tango за клавир и ансамбл
- Inscription on a Mast за харфу
- Odinioară, вокални циклус за мецосопран и клавир
- Mărgele (срп. Перле) (1962) четири песме са стиховима Тудора Аргезија
- Trei Cântece pentru Til (1964) са стиховима Георге Калинескуа
- Dor I for contralto
- Dor II for contralto
- Imagini pe versuri de Eminescu (срп. Цртежи са стиховима Еминескуа) (1963–1965) за сопран
- Cu Penetul (срп. Са перја)
- Mărturisiri (срп. Вера), циклус од пет песама за бас-баритон са стиховима Александра Воитина, од 1975–1978 и 1986. године
- Cântece de fată frumoasă
- Cântând cu Ienăchiţă Văcărescu
- Sincron
- Ponti Euxini Clepsydra (1971) за сопран, кларинет, обоу, бубањ и харфу
- Mai sunt încă roze (1972), са текстовима Македонског, рад од пет песма за сопран и инструментални ансамбл
- Two Serenades (срп. Две серенаде) (1973) за баритон, флауту и харфу, са стиховима Баконског
- Cântece de fată frumoasă (1976) три покрета за мецосопран, енглески ту-ту и маримбу
- Cântând cu Ienăchiţă Văcărescu (1983) за сопран, лаути, виолу да гамбу, флауту, чембало и удараљке, са текстом Јаначита Вакарескуа
- Abţibilder după Tristan Tzara (1996) полуприређен рад за сопран, чембало и две виоле да гамба
- Cutia cu suprise ... şi pentru oameni încrutaţi (срп. Кутија са изненађењима) (1998) за сопран, две виоле да гамбе, чембало, клавир, марионете
- Tablouri vivante (срп. Призор) (1999), за глас и инструменте[4]

Њени радови су забележени и објављени на CD-у, укључујући:
- Polhymnia – Sacrée et Profane

## Награде и признања
- Помен части, ”Међународно такмичење композитора у Манхајму“, 1961. годину
- Награда ”Румунског Савеза композитора“ за 1984, 1986, 1988, 1993, 1996 и 1997. годину
- Орден за заслуге на подручју културе, 1981. године
- Награда ”Румунске академије Жорж Енеску“, 1984. године[4]